# État libre de Neiva
1814–1816
Entités précédentes :
- Province de Neiva

Entités suivantes :
- Province de Neiva

L'État libre de Neiva (espagnol : Estado Libre de Neiva) est une ancienne entité administrative et territoriale de Nouvelle-Grenade (actuelle Colombie), indépendante puis intégrée aux Provinces-Unies de Nouvelle-Grenade. Elle recouvre le territoire de la province homonyme de 1810.

## Histoire
Entre 1807 et 1808 les troupes françaises de Napoléon Ier envahissent l'Espagne et le trône est donné au frère de l'empereur, Joseph. Tandis que l'Espagne livre sa propre guerre d'indépendance entre 1808 et 1814, ses colonies américaines en profitent pour s'émanciper et réclamer le droit de se gouverner elles-mêmes.
Le 8 février 1814 est proclamée l'indépendance de la province de Neiva. Les représentants de Neiva, La Plata, Timaná et Purificación se réunissent en convention afin de rédiger la constitution de l'État libre de Neiva, qui est publiée le 23 septembre 1814 et révisée le 31 août 1815.
La région est reconquise le 31 mai 1816 par le colonel Ruperto Delgado, envoyé par Pablo Morillo, le commandant du corps expéditionnaire chargé par l'Espagne de reconquérir la Nouvelle-Grenade.